# Królestwo Danii i Norwegii
Królestwo Danii i Norwegii (duń.-norw. Danmark-Norge) – dawny twór polityczny, stanowiący unię realną obejmującą królestwa Danii i Norwegii, w którego skład wchodziły również podległe formalnie Norwegii: Islandia, Grenlandia i Wyspy Owcze.
Unia personalna jedynie między Danią i Norwegią powstała w 1523 roku po wystąpieniu Szwecji z unii kalmarskiej. Od 1536, kiedy to rozwiązano Radę Królewską Norwegii rola polityczna tego kraju zaczęła systematycznie maleć. Całość decyzji politycznych podejmowana była w Kopenhadze. Mimo to Norwegia zachowała m.in. odrębny system prawny. Oba królestwa pozostawały związane unią do 1814 roku. 
Na ogół całą duńsko-norweską monarchię zwano Królestwem Danii, gdyż w związku obu państw zdecydowanie dominowała Dania. Stolicą całej monarchii była stolica Danii – Kopenhaga. W skład monarchii wchodziły także księstwa Szlezwik i Holsztyn, które w 1460 roku odziedziczył król Chrystian I.
Nazwa Dania-Norwegia wynika z tytułu królewskiego rządzącego połączoną monarchią władcy. Tytuł brzmiał Król Danii i Norwegii, Wendów i Gotów.

## Historia
W 1520 roku król Danii Chrystian II wkroczył wraz z armią do buntującej się Szwecji, gdzie kazał stracić 82 osoby spośród szwedzkiego duchowieństwa, szlachty, mieszczan i chłopów. Ta rozprawa, znana jako krwawa łaźnia sztokholmska, odniosła skutek przeciwny do zamierzonego, gdyż podsyciła opór Szwedów, którzy rok później wystąpili z unii kalmarskiej.
Po wystąpieniu Szwecji z unii kalmarskiej w 1521 roku Dania i Norwegia dotknięte zostały przez wojnę domową. W tym okresie oba państwa w wyniku reformacji stały się krajami protestanckimi. W 1541 Dania, chwilowo pogodzona z upadkiem unii kalmarskiej, zawarła ze Szwecją układ w Brömsberö, w którym oba państwa przyrzekły sobie pomoc w razie wojny lub buntów poddanych. Podczas wojny północnej 1563–1570 Dania opanowała wyspy Ozylię i Dagö.
Z biegiem czasu znaczenie duńskiego parlamentu (Rigsraad) malało, aż do jego zniesienia w 1660 roku. Wtedy zarówno Dania, jak i Norwegia stały się monarchiami absolutnymi. Zmiany te zostały wyraźnie podkreślone w dokumencie Lex Regia, podpisanym 24 listopada (14 listopada) 1665 roku, a mówiącym, że cała władza spoczywa w rękach króla, który odpowiada jedynie przed Bogiem. Norweski parlamentaryzm zanikł znacznie wcześniej – Riksraad zebrał się po raz ostatni w 1537 roku. W związku obu państw Norwegia zachowała kilka oddzielnych praw i niektóre instytucje, jak królewski kanclerz, oddzielny system monetarny czy armia.
Próby przywrócenia duńskiej dominacji na Bałtyku były przyczyną licznych konfliktów ze Szwecją. Do szczególnie ostrych starć doszło za panowania najwybitniejszego spośród władców Danii i Norwegii – Chrystiana IV. Próba znalezienia drogi przez Laponię i ominięcia cieśnin duńskich przez króla Szwecji Karola IX doprowadziła w 1611 roku do wojny kalmarskiej. Była to ostatnia z wojen duńsko-szwedzkich, w której stroną silniejszą byli Duńczycy. Wkrótce na skutek reform wojskowych Gustawa Adolfa Szwecja stała się jednym z najpotężniejszych mocarstw na kontynencie europejskim.
W 1625 roku Chrystian IV, korzystając z wysokich odszkodowań wojennych uzyskanych od Szwedów na skutek zwycięskiej wojny kalmarskiej, przystąpił do wojny trzydziestoletniej po stronie protestantów. Interwencja zakończyła się dla Danii zupełnym niepowodzeniem – po klęskach pod Lutter am Barenberge i pod Wołogoszczą Chrystian IV musiał wycofać się z wojny. Rok po wycofaniu się Danii do wojny trzydziestoletniej po stronie protestanckiej przystąpiła Szwecja, która z miejsca zaczęła odnosić niebywałe sukcesy, początkowo pod wodzą Gustawa Adolfa, a po jego śmierci pod przywództwem kanclerza Axela Oxenstierny. Później jednak doszło do kryzysu i wojska szwedzkie zaczęły ulegać siłom katolickim.
Serię szwedzkich niepowodzeń w Niemczech postanowił wykorzystać Chrystian IV i z pomocą hiszpańskiej floty wysadzić potężny desant na wybrzeżach Szwecji. Po podboju Szwecji władca duńsko-norweskiej monarchii zamierzał odtworzyć unię kalmarską. Gdy w końcu września ruszyła ku szwedzkim wybrzeżom potężna hiszpańska flota z 24 tys. żołnierzy na pokładzie, natknęła się na flotę sprzymierzonej ze Szwecją Holandii. W bitwie na płyciźnie Downs flota hiszpańska została kompletnie rozgromiona. Plany odtworzenia unii kalmarskiej pod duńską hegemonią okazały się nierealne, a dodatkowo sprowokowały chęć odwetu ze strony Szwecji. Gdy ponownie wojska szwedzkie zaczęły odnosić sukcesy w Niemczech, z inicjatywy Lennarta Torstenssona zrodził się plan odwetowego uderzenia, w myśl którego w maju Szwecja zaatakowała Danię, rozpoczynając wojnę duńsko-szwedzką 1643–1645.
Działania wojenne natychmiast wykazały ogromną dysproporcję sił i tylko dzielna postawa floty duńskiej i norweskiej uratowała monarchię Chrystiana IV przed całkowitym podbojem. Zawarty w sierpniu 1645 roku pokój w Brömsebro był niezwykle ciężki. Obok zwolnienia szwedzkich statków handlowych z ceł w cieśninach duńskich, Dania musiała oddać Szwecji wyspy Gotlandię i Ozylię, natomiast Norwegia utraciła prowincje Jämtland, Härjedalen, oraz Idre i Serna.
Gdy Szwecja zaangażowała się w wojnę na terenie Polski (II wojna północna) król Danii Fryderyk III doszedł do wniosku, że jest szansa na odzyskanie strat z 1645 roku. W czerwcu Dania zaatakowała Szwecję (wojna duńsko-szwedzka 1657–1658), która jednak nie dała się zaskoczyć i już wcześniej zdążyła ściągnąć z ziem polskich znaczną część swych oddziałów. W lipcu król Szwecji Karol X Gustaw odzyskał księstwo Bremy, zajął Holsztyn i wkroczył od południa do Jutlandii.
Po opanowaniu półwyspu armia szwedzka przeszła po lodzie na Zelandię i zbliżyła się do całkowicie zaskoczonej Kopenhagi. Fryderyk III skapitulował i podpisał 8 marca 1658 niezwykle ciężki traktat z Roskilde. Dania miała przekazać Szwecji trzy prowincje – Skanię, Halland i Blekinge oraz wyspę Bornholm. Norwegia utraciła na rzecz Szwecji prowincje Bohuslän (na południu) i Trøndelag (w środku Norwegii).
Pomimo bardzo korzystnego traktatu pokojowego król Szwecji Karol Gustaw z nie do końca wyjaśnionych przyczyn bez wypowiedzenia wojny wylądował 17 lipca w Korsør na Zelandii i w sierpniu 1658 roku uderzył na Kopenhagę, rozpoczynając wojnę duńsko-szwedzką 1658–1660. Tym razem jednak Dania stawiła twardszy opór, a do tego wspomogła ją potężna koalicja złożona z wojsk cesarskich, brandenburskich i polskich. Na morzu wsparła Danię potężna flota holenderska.
Dzięki wsparciu potężnej koalicji Dania i Norwegia uniknęły ostatecznego podboju. Szwecja jednak udowodniła, że nie bez przyczyny uważana była w tych czasach za potężne mocarstwo, gdyż stawiła koalicji twardy opór i nie dała się pokonać. Z tego powodu warunki zawartego w 1660 roku pokoju były niewiele lepsze od tak ciężkich dla Danii punktów traktatu pokojowego z Roskilde.
Gdy sprzymierzona z Francją Szwecja zaatakowała Brandenburgię (wojna Francji z koalicją), elektor Fryderyk Wilhelm błyskawicznie sprowadził swe wojska znad Renu, które przybyły na Pomorze i pobiły Szwedów pod Fehrbellin. Słabość, jaką zademonstrowali Szwedzi, zachęciła Danię do próby odzyskania poniesionych w poprzednich wojnach strat. Doprowadziło to do wybuchu wojny duńsko-szwedzkiej 1675–1679.
Początek był obiecujący i wojska duńskie dość szybko opanowały całą Skanię. Później jednak zagrożeni Szwedzi wzięli się poważnie do roboty i po kilku zwycięstwach odzyskali utracone obszary. Samej Danii nie zdołali jednak zaatakować z powodu przewagi, jaką nad szwedzką flotą posiadała połączona flota Danii i Holandii. Ostatecznie wojna niczego nie zmieniła, co potwierdził zawarty w 1679 roku pokój.
Dania pomimo licznych niepowodzeń wciąż nie potrafiła pogodzić się z poniesionymi w XVII wieku stratami i szukała okazji do ich odzyskania. Z tego powodu w 1699 roku zawarła wymierzony w Szwecję sojusz z Saksonią, Rosją i Brandenburgią. Jednak młody władca Szwecji Karol XII wykazał zaskakującą energię i talent wojskowy. Błyskawicznie wylądował na Zelandii i zmusił Danię do wycofania się z wojny, następnie pobił Rosjan pod Narwą, a Sasów nad Dźwiną. Wypadki te dały początek wielkiej wojnie północnej, która całkowicie miała odmienić układ sił nie tylko nad Bałtykiem, ale w całej Europie.
Po bitwie pod Połtawą Dania ponownie wystąpiła przeciwko Szwecji, niewiele jednak na tym zyskała, gdyż zawarty w 1721 roku traktat pokojowy w Nystad przyznał niewielki obszar północnej Szwecji Norwegom.
Aż do okresu wojen napoleońskich Dania nie uczestniczyła w żadnym zbrojnym konflikcie, koncentrując się głównie na próbach reform wewnętrznych (m.in. w 1778 roku zniesiono poddaństwo i uwłaszczono chłopów). Dopiero sojusz ze Szwecją, Rosją i Prusami, mający na celu przełamanie angielskiej blokady i umożliwienie handlu z Francją, doprowadził do konfliktu z Wielką Brytanią, zakończonego w 1801 roku bitwą pod Kopenhagą.
Po wojnach napoleońskich oraz niszczącej wojnie z Wielką Brytanią toczonej w latach 1807–1814 pokonane Dania i Norwegia musiały na podstawie traktatu kilońskiego przekazać Szwecji całość obszarów Norwegii. Zamorskie posiadłości Norwegii zostały zatrzymane przez Danię. Norwegowie nie pogodzili się z warunkami pokoju i 17 maja 1814 ogłosili pełną niezależność, kończąc swój związek z Danią i nie dopuszczając do unii ze Szwecją. Królem Norwegii wybrano księcia Chrystiana Fryderyka. Niezależność Norwegii skończyła się już w sierpniu, gdyż w wyniku szwedzkiej inwazji Norwegia zmuszona została do unii personalnej ze Szwecją, pozostając przy swojej liberalnej konstytucji i oddzielnych urzędach z wyjątkiem służby zagranicznej. Unia norwesko-szwedzka przetrwała do 1905 roku.